# Andrija
Andrija ist ein männlicher Vorname.

## Herkunft und Bedeutung
Der Name ist die kroatische und serbische Variante von André. Die weibliche Variante lautet Andrijana.

## Bekannte Namensträger
- Andrija Anković (1937–1980), jugoslawischer Fußballspieler und -trainer
- Andrija Artuković (1899–1988), faschistischer kroatischer Politiker
- Andrija Delibašić (1981–2025), montenegrinischer Fußballspieler
- Andrija Gerić (* 1977), serbischer Volleyballspieler
- Andrija Mohorovičić (1857–1936), kroatischer Meteorologe
- Andrija Pendic (* 1987), Schweizer Handballspieler
- Andrija Štampar (1888–1958), kroatisch-jugoslawischer Arzt
- Andrija Vuković (* 1983), kroatischer Fußballtorhüter